# 井沢町 (岡崎市)
井沢町（いざわちょう）は、愛知県岡崎市の町名。丁番を持たない単独町名である。

## 地理
岡崎市東部の額田地区に位置する。町内を乙川が北流した後西流し、途中で大法川を合わせる。住宅地は河川沿岸に形成され、その他は森林・農地として利用されている。

### 河川
- 乙川
- 大法川

### 字
34の小字が設置されている。
| - 相若畑（あいわかばた） - 井ノ元（いのもと） - 宇中戸（うちゅうど） - 榎平（えのきだいら） - 大滝（おおたき） - 大東（おおひがし） - 落（おち） - 落合（おちあい） - 梶谷戸（かじやど） - 上谷戸（かみやど） - 上若林（かみわかばやし） | - キ子ガ入（きねがいり） - キワ田（きわた） - 毛呂境（けろざかい） - 小坂（こさか） - 皿田（さらだ） - 下若林（しもわかばやし） - 神田（じんで） - 杉ノ元（すぎのもと） - セドノ田（せどのた） - 平（たいら） - 仲切（なかぎり） - 西ノ入（にしのいり） | - 二本松（にほんまつ） - 日向（ひおも） - 檜下（ひのきした） - 広畑（ひろはた） - 平城（へいしろ） - 前田（まえだ） - 万治郎屋敷（まんじろうやしき） - 横根（よこね） - 横畑（よこはた） - 吉田（よしだ） - ワセ田（わせだ） |

## 世帯数と人口
2019年（令和元年）5月1日現在の世帯数と人口は以下の通りである。
| 町丁   | 世帯数 | 人口 |
| ------ | ------ | ---- |
| 井沢町 | 29世帯 | 75人 |

### 人口の変遷
国勢調査による人口の推移
| 2010年（平成22年） | 93人 | [ 6 ] |  |
| 2015年（平成27年） | 81人 | [ 7 ] |  |

## 小・中学校の学区
市立小・中学校に通う場合、学区は以下の通りとなる。
| 番・番地等 | 小学校             | 中学校             |
| ---------- | ------------------ | ------------------ |
| 全域       | 岡崎市立形埜小学校 | 岡崎市立額田中学校 |

## 歴史
額田郡井沢村を前身とする。

### 沿革
- 1889年（明治22年）10月1日 - 町村制の施行に伴い、形埜村の大字井沢となる。
- 1956年（昭和31年）9月30日 - 形埜村の合併により、額田町の大字となる。
- 2006年（平成18年）1月1日 - 額田町が岡崎市へ編入され、同市の井沢町となる[1]。

## 交通
- 愛知県道35号岡崎設楽線（作手街道）

## 施設
- 井沢公民館
- 北部簡易水道井沢浄水場
- 薬玉神社
- 金山神社

## その他

### 日本郵便
- 郵便番号 : 444-3434[4]（集配局：額田郵便局[9]）。

## 参考資料
- 「角川日本地名大辞典」編纂委員会 編『角川日本地名大辞典 23 愛知県』角川書店、1989年3月8日。ISBN 4-04-001230-5。
- 有限会社平凡社地方資料センター 編『日本歴史地名体系第23巻 愛知県の地名』平凡社、1981年。ISBN 4-582-49023-9。